# Cyclocephala minuta
Cyclocephala minuta är en skalbaggsart som beskrevs av Hermann Burmeister 1847. Cyclocephala minuta ingår i släktet Cyclocephala och familjen Dynastidae. Inga underarter finns listade i Catalogue of Life.